# Polyzosteria invisa
Polyzosteria invisa är en kackerlacksart som beskrevs av Walker, F. 1868. Polyzosteria invisa ingår i släktet Polyzosteria och familjen storkackerlackor. Inga underarter finns listade i Catalogue of Life.